# جي. آي. جو: الانتقام
جي. آي. جو: الانتقام (بالإنجليزية: G.I. Joe: Retaliation)‏ هو فيلم حركة أُصدر في الولايات المتحدة سنة 2013 . الفيلم من إخراج جون إم. تشو وكتابة ريت ريز وبول ويرنيك ، وهذا الفيلم من بطولة دوين جونسون وبروس ويليس وتشانينج تيتوم وجوناثان برايس وأدريان باليكي.

## قصة الفيلم
{{تهاجم فرقة جو من قبل قوى الشر (زارتان) ويفقد الفريق معظم اعضائه بما فيهم القائد دوك 
فيتحول بلوك إلى قائد جديد بعد ان نجى رفقة فلينت وجاي  فيحاولون اولا الانتقام لفريقهم ثم تخليص العالم من شرور زارتان
فيستعين الثلاثي ب الجنرال كولتون الذي يمد لهم يد المساعدة .}}

## الممثلون والشخصيات
- دوين جونسون (بدور: رودبلوك)
- بروس ويليس (بدور: جو كولتون)
- تشانينج تيتوم (بدور: كابتن دوك هاوزر)
- جوناثان برايس (بدور: الرئيس الأمريكي)
- أدريان باليكي (بدور: السيدة جين)
- ذا روك

## الميزانية والإيرادات
بلغت تكلفة إنتاج الفيلم حوالي 135,000,000 دولار بينما حقق أرباحاً تقدر بـ 371,812,474 دولار.

## وصلات خارجية
- جي. آي. جو: الانتقام على موقع IMDb (الإنجليزية)
- جي. آي. جو: الانتقام على موقع ميتاكريتيك (الإنجليزية)
- جي. آي. جو: الانتقام على موقع روتن توميتوز (الإنجليزية)
- جي. آي. جو: الانتقام على موقع نتفليكس (الإنجليزية)
- جي. آي. جو: الانتقام على موقع قاعدة بيانات الأفلام العربية
- جي. آي. جو: الانتقام على موقع ألو سيني (الفرنسية)
- جي. آي. جو: الانتقام على موقع Turner Classic Movies (الإنجليزية)
- جي. آي. جو: الانتقام على موقع أول موفي (الإنجليزية)
- جي. آي. جو: الانتقام على موقع بوكس أوفيس موجو (الإنجليزية)
- جي. آي. جو: الانتقام على موقع فيلمافينيتي (الإسبانية)

1. ↑  مذكور في: قاعدة بيانات الأفلام التشيكية السلوفاكية. لغة العمل أو لغة الاسم: التشيكية. تاريخ النشر: 2001.
2. ↑  وصلة مرجع: http://nmhh.hu/dokumentum/198182/terjesztett_filmalkotasok_art_filmek_nyilvantartasa.xlsx.
3. ↑  "معلومات عن جي. آي. جو: الانتقام على موقع tv.com". tv.com. مؤرشف من الأصل في 2016-11-18.
4. ↑  "معلومات عن جي. آي. جو: الانتقام على موقع csfd.cz". csfd.cz. مؤرشف من الأصل في 2019-12-17.
5. ↑  "معلومات عن جي. آي. جو: الانتقام على موقع ssl.ofdb.de". ssl.ofdb.de. مؤرشف من الأصل في 2020-03-12.